# Acir Filló
Acir Filló dos Santos, nascido Acir dos Santos, mais conhecido como Acir Filló (Engenheiro Beltrão, 13 de março de 1972), é um empresário, escritor e político brasileiro. Em 2012, foi eleito prefeito de Ferraz de Vasconcelos. Seu mandato foi encerrado em dezembro de 2015 em razão de sua cassação política., condenado por lavagem de dinheiro em ação movida pelo Gaeco (Grupo de Atuação Especial de Combate ao Crime Organizado) do MP-SP (Ministério Público de São Paulo).

## Biografia
Nascido em Engenheiro Beltrão, no Paraná em 13 de março de 1974, Acir dos Santos, ganhou o apelido de Filló ainda na infância, em razão de um comercial de televisão. 
Na década de 70 famílias de todo País migraram para São Paulo em busca de melhores oportunidades de emprego e qualidade de vida. Não foi diferente para Nelson Francisco dos Santos (natural de Salto, no interior de São Paulo) e Dona Valdelice Lindalva dos Santos (natural de Feira de Santana, Bahia), pais de Filló, que não tinham estudo nem profissão, pois cresceram na roça, trabalhando como agricultores. 
Assim que Filló nasceu, sendo ele o quinto filho de uma família que depois chegaria a nove irmãos (Ailton, Nilson, Laercio, Valdir, Acir, Valmir, Simone, Sandra e Vagner), toda família abandonou a lavoura no norte paranaense e desembarcaram em São Paulo, em busca de oportunidades.

## Carreira política
Acir dos Santos disputou sua primeira eleição em 1992 para o cargo de vereador, mas não conseguiu votos suficientes para se eleger. Apenas em 2000, Filló conseguiu eleger-se vereador por Ferraz de Vasconcelos, sendo eleito em 2006 o mais jovem presidente da câmara do vereadores da cidade. Em 2008, se candidatou a prefeitura pelo PDT, mas acabou sendo derrotado por Jorge Abissamra do PSB e em 2012 elegeu-se ao cargo com 35.640 votos (42,04%) dos votos válidos.
Em dezembro de 2015, foi afastado da prefeitura da cidade acusado de corrupção, dando lugar ao seu vice, Izidro.

## Polêmicas

### Livro
Em janeiro de 2006, em meio à disputa interna no PSDB para decidir quem seria o candidato do partido à presidência da república, Filló lançou uma biografia romanceada de Geraldo Alckimin, a obra recebeu o nome de "Geraldo Alckmin - o menino, o homem, o político". Além da família Alckmin, Filló contou com a ajuda da primeira-dama para escrever o livro. Para Acir sobrou a acusação de que o mesmo teria aproveitado-se da disputa presidencial para promover seu livro. Diante dos questionamentos, Filló chegou a reconhecer que o lançamento do livro naquele momento foi intencional.

### Rede Social
Em junho de 2015, uma rede social evangélica em seu nome, evidentemente inspirada no Facebook com o nome de "FaceGlória" foi criada, ganhando repercussão mundial acusada de plágio. Em mesmo momento, também teria tentado registrar o "FaceBarça".
Atualmente o site briga judicialmente com o Facebook, que pede que o nome seja alterado por cópia não autorizada da marca. Possui cerca de 200 mil usuários cadastrados.

### Expulsão do PSDB
Após ser expulso do PSDB e ser impedido de participar das eleições municipais pelo partido, Acir acusou o partido e Geraldo Alckimin de se envolverem com corrupções. Porém, o atual governador de São Paulo negou tais acusações.

### Prisão
Acir Filló foi preso em 27 de abril de 2017, e segue encarcerado na Penitenciária de Tremembé.